# Liste von Sakralbauten in Hallenberg

Arnsberg im Hochsauerlandkreis

Die Liste von Sakralbauten in Hallenberg umfasst existierende und ehemalige Sakralbauten, zumeist Kirchengebäude und Kapellen in Trägerschaft christlicher und anderer Religionsgemeinschaften in Hallenberg, Hochsauerlandkreis.

## Liste

### Hallenberg
| Name                          | Bild | Stadt/Gemeinde und Ortsteil | Gründung, Bauzeit | Konfession bzw. Religion | Bemerkungen |
| ----------------------------- | ---- | --------------------------- | ----------------- | ------------------------ | --- |
| Merklinghauser Kapelle        |      | Hallenberg                  |                   |                          | |
| St. Heribert                  |      | Hallenberg                  |                   | römisch-katholisch       | |
| Evangelisches Gemeindezentrum |      | Hallenberg                  |                   | evangelisch              | Teil der Kirchengemeinde Bromskirchen |
| St. Antonius Einsiedler       |      | Hallenberg-Braunshausen     |                   | römisch-katholisch       | |
| St. Goar                      |      | Hallenberg-Hesborn          |                   | römisch-katholisch       | |
| St. Thomas der Apostel        |      | Hallenberg-Liesen           | 1961–1962         | römisch-katholisch       | Der Kirchenneubau am Ortsrand löste die in Dorfmitte liegende alte Pfarrkirche von 1746 ab, die heute als Pfarrheim dient (siehe Alte Pfarrkirche St. Thomas). |